# Rhysipolis anomalus
Rhysipolis anomalus är en stekelart som beskrevs av Spencer 1999. Rhysipolis anomalus ingår i släktet Rhysipolis och familjen bracksteklar. Inga underarter finns listade i Catalogue of Life.